# Monarquies americanes
En l'actualitat hi ha a Amèrica catorze estats que es regeixen per una monarquia. D'aquests, 11 són països i 4 són dependències (Bermudes, Aruba, Curaçao i Sint Maarten). Dels onze països, només un és governat per una casa reial diferent a la Windsor. Avui dia, a Amèrica ja no hi ha cap país en què governin monarquies amb seu al mateix continent. Anteriorment hi ha hagut monarquies al Brasil, Mèxic, Haití, Hawaii, la Patagònia i el Perú.

## Monarquies americanes actuals
| País | Rei                         | Consort                          | Hereu                 |
| ---- | --------------------------- | -------------------------------- | --------------------- |
|      | Elisabet II                 | Felip de Grècia (duc d'Edimburg) | Carles del Regne Unit |
|      | Elisabet II                 | Felip de Grècia (duc d'Edimburg) | Carles del Regne Unit |
|      | Elisabet II                 | Felip de Grècia (duc d'Edimburg) | Carles del Regne Unit |
|      | Elisabet II                 | Felip de Grècia (duc d'Edimburg) | Carles del Regne Unit |
|      | Elisabet II                 | Felip de Grècia (duc d'Edimburg) | Carles del Regne Unit |
|      | Elisabet II                 | Felip de Grècia (duc d'Edimburg) | Carles del Regne Unit |
|      | Elisabet II                 | Felip de Grècia (duc d'Edimburg) | Carles del Regne Unit |
|      | Elisabet II                 | Felip de Grècia (duc d'Edimburg) | Carles del Regne Unit |
|      | Elisabet II                 | Felip de Grècia (duc d'Edimburg) | Carles del Regne Unit |
|      | Elisabet II                 | Felip de Grècia (duc d'Edimburg) | Carles del Regne Unit |
|      | Margarida II de Groenlàndia | Enric de Montpezat               | Frederic de Dinamarca |

## Monarquies europees amb dependències americanes
| País | Rei                                  | Consort                          | Hereu                       |
| ---- | ------------------------------------ | -------------------------------- | --------------------------- |
|      | Elisabet II                          | Felip de Grècia (duc d'Edimburg) | Carles del Regne Unit       |
|      | Guillem Alexandre dels Països Baixos | Màxima Zorreguieta               | Caterina dels Països Baixos |
|      | Guillem Alexandre dels Països Baixos | Màxima Zorreguieta               | Caterina dels Països Baixos |
|      | Guillem Alexandre dels Països Baixos | Màxima Zorreguieta               | Caterina dels Països Baixos |

## Monarquies americanes a l'exili o sense poder
| País | Aspirant al tron                           | Consort                                | Hereu                           |
| ---- | ------------------------------------------ | -------------------------------------- | ------------------------------- |
|      | Lluís Gastó del Brasil                     |                                        | Bertrand d'Orléans-Bragança     |
|      | Carles Felip de Mèxic                      | Annie-Claire Andree Christine Lacrambe | Julià Llorenç d'Habsburg-Lorena |
|      | Thierry d'Haití                            |                                        |                                 |
|      | Quentin de Hawaii                          | Elizabeth Broun                        | Kincaid Kawānanakoa             |
|      | Frederic de l'Araucania i la Patagònia     |                                        |                                 |
|      | No hi ha un cap de la casa reial establert |                                        |                                 |

En el cas de Mèxic la fragmentació de la corona, dona el fet que si algun dia es reinstaurés, el Príncep Maximilià de Gotzén-Iturbide membre de la casa imperial dels Iturbide, també podria reclamar els drets dinàstics. Situació similar a Hawaii, on la Princesa Owana Kaʻōhelelani Mahealani-Rose Salazar reclama els drets dinàstics. A Haití, tot i que hi ha hagut tres dinasties diferents en el poder, només es coneix al descendent de l'últim emperador del país, el qui és l'únic reclamant del tron de l'imperi.